# リースの楽曲一覧
リースの楽曲一覧は、フェルディナント・リースの作品リスト。

## 作品番号順一覧

### Opus番号
- Op.1：2つのピアノソナタ
  - Op.1-1：ソナタ第1番 ハ長調
  - Op.1-2：ソナタ第2番 イ短調
- Op.2：ピアノ三重奏曲 ホ長調
- Op.3：ピアノとヴァイオリンのための2つのソナタ
  - Op.3-1：ソナタ第3番 ハ短調
  - Op.3-2：ソナタ第4番 イ長調
- Op.4：ピアノ二重奏のための3つの大行進曲
  - Op.4-1：変ホ長調
  - Op.4-2：ハ短調
  - Op.4-3：ハ長調
- Op.5：2つのピアノソナタ
  - Op.5-1：ソナタ第5番 変ロ長調
  - Op.5-2：ソナタ第6番 ヘ長調
- Op.6：4手のためのピアノソナタ ハ長調（ソナタ第7番）
- Op.7：ピアノあるいはギター伴奏つきの6つの歌曲
- Op.8：ピアノとヴァイオリンのための2つのソナタ
  - Op.8-1：ソナタ第8番 ヘ長調
  - Op.8-2：ソナタ第9番 ハ短調
- Op.9：2つのピアノソナタ
  - Op.9-1：ソナタ第10番 ニ長調
  - Op.9-2：ソナタ第11番 ハ短調
- Op.10：大ヴァイオリンソナタ 変ロ長調（ソナタ第12番）
- Op.11：2つのピアノソナタ
  - Op.11-1：ソナタ第13番 変ホ長調
  - Op.11-2：ソナタ第14番 ヘ短調
- Op.12：手ピアノのための3つの大行進曲
  - Op.12-1：ニ長調
  - Op.12-2：ハ長調
  - Op.12-3：ハ短調
- Op.13：ピアノ四重奏曲 ヘ長調
- Op.14：4手のためのロッシーニの名による変奏曲 変ホ長調（変奏曲第1番）
- Op.15：ピアノのためのハンガリーのテーマによる大変奏曲 ト短調（変奏曲第2番）
- Op.16：ピアノとヴァイオリンのための3つのソナタ
  - Op.16-1：ソナタ第15番 ハ長調
  - Op.16-2:ソナタ第16番 変ロ長調
  - Op.16-3：ソナタ第17番 ニ長調
- Op.17：ピアノ四重奏曲 変ホ長調
- Op.18：ヴァイオリンソナタ 変ホ長調（ソナタ第18番）
- Op.19：ヴァイオリンソナタ ヘ短調（ソナタ第19番）
- Op.20：チェロソナタ ハ長調（ソナタ第20番）
- Op.21：チェロソナタ イ長調（ソナタ第21番）
- Op.22：4手ピアノのための3つの大行進
  - Op.22-1：変ホ長調
  - Op.22-2：ハ短調
  - Op.22-3：変ロ長調
- Op.23：交響曲第1番 ニ長調
- Op.24：ヴァイオリン協奏曲 ホ短調（協奏曲第1番）
- Op.25：五重奏曲 変ホ長調
- Op.26：ピアノソナタ「不幸者」 嬰ヘ短調（ソナタ第22番）
- Op.27：カンタータ「朝」
- Op.28：ピアノ三重奏曲
- Op.29：クラリネットソナタ ト短調（ソナタ第23番）
- Op.30：3つのヴァイオリンソナタ
  - Op.30-1：ソナタ第24番 ハ長調
  - Op.30-2：ソナタ第25番 イ短調
  - Op.30-3：ソナタ第26番ヘ長調
- Op.31：6つの練習曲
  - Op.31-1：ハ短調
  - Op.31-2：変ホ長調
  - Op.31-3：イ長調
  - Op.31-4：ニ短調
  - Op.31-5：ニ長調
  - Op.31-6：ハ短調
- Op.32：ゲーテの詩による6つの歌曲
- Op.33：3曲のピアノのための変奏曲
  - Op.33-1：7の変奏曲（変奏曲第3番）
  - Op.33-2：9の変奏曲（変奏曲第4番）
  - Op.33-3：8の変奏曲（変奏曲第5番）
- Op.34：ホルンソナタ ヘ長調（ソナタ第27番）
- Op.35：6つの歌曲
- Op.36：6つの歌曲
- Op.37：弦楽五重奏曲第1番 ハ長調
- Op.38：3つのヴァイオリンソナタ
  - Op.38-1：ソナタ第28番ホ短調
  - Op.38-2：ソナタ第29番イ短調
  - Op.38-3：ソナタ第30番ト短調
- Op.39：12の変奏曲（変奏曲第6番）
- Op.40
  - Op.40-1：変奏曲第7番ハ長調
  - Op.40-2：変奏曲第8番ト短調
  - Op.40-3：変奏曲第9番ハ長調
- Op.41：ポロネーズ第1番 ハ長調
- Op.42：ピアノ協奏曲第2番 変ホ長調
- Op.43：声楽とピアノのためのロマンス
- Op.44
  - Op.44-1：クロプシュトックの詩『今や亡骸を葬らん』による歌曲
  - Op.44-2：ボンのロージェに捧げる歌曲「マウラーの祭り」
  - Op.44-3：W.M.ブラーシュとE.C.ブラーシュの黄金の結婚式
- Op.45：ピアノソナタ イ短調（ソナタ第31番）
- Op.46：メユールの歌劇『ジョセフ』の主題による8の変奏曲 イ短調（変奏曲第10番）
- Op.47：4手ピアノのためのソナタ 変ロ長調（ソナタ第32番）
- Op.48：ピアノとフルートのためのソナタ ト長調（ソナタ第33番）
- Op.49（ロンドンでの自費出版）：夢 変ホ長調
- Op.49（クレメンティによる初版）：ロシア水兵による序奏付きロンド イ長調
- Op.50：ロシア水兵のアリア
- Op.51：モーツァルトのアリア『もう飛ぶまいぞこの蝶々』による変奏曲 変ロ長調（変奏曲第11番）
- Op.52：スウェーデン国民歌による変奏曲
- Op.53：3つの行進曲
  - Op.53-1：ピアノ連弾のための大凱旋行進曲
  - Op.53-2：ピアノ連弾のための行進曲「軍隊の帰還」
  - Op.53-3：ピアノ版摂政皇太子殿下のための序奏と大行進曲
- Op.54
  - Op.54-1：ロンドレット 変ロ長調
  - Op.54-2：田園風ロンド 変ホ長調
- Op.55：ピアノ協奏曲第3番 嬰ハ短調
- Op.56：ウクライナの歌による変奏曲 ト長調（変奏曲第12番）
- Op.57：ハープあるいはピアノのための序奏とロンド 変ロ長調
- Op.58：12の小品
  - Op.58-1：ハ短調
  - Op.58-2：変ロ長調
  - Op.58-3：ホ長調
  - Op.58-4：イ短調
  - Op.58-5：ハ長調
  - Op.58-6：ヘ短調
  - Op.58-7：ニ長調
  - Op.58-8：変ト長調
  - Op.58-9：変ロ長調
  - Op.58-10：イ短調
  - Op.58-11：ハ長調
  - Op.58-12：変ホ長調
- Op.59：2台のヴァイオリン、あるいはフルートとピアノのための2つのソナタ
  - Op.59-1：ソナタ第34番 ニ長調
  - Op.59-2：ソナタ第35番 変ロ長調
  - Op.60：長調と短調による40の前奏曲
- Op.61：2つの行進曲
  - Op.61-1：変ホ長調
  - Op.61-2：ニ長調
- Op.62：ピアノとフルートのためのディヴェルティメント ト長調
- Op.63：ピアノ三重奏曲 変ホ長調
- Op.64：2つのロンド
  - Op.64-1：序奏とロンド 変ホ長調
  - Op.64-2：序奏とロンド・スケルツァンド ハ長調
- Op.65：3つの変奏曲
  - Op.65-1：変奏曲第13番 ニ長調
  - Op.65-2：変奏曲第14番 イ長調
  - Op.65-3：変奏曲第15番 変ホ長調
- Op.66：3つの変奏曲
  - Op.66-1：変奏曲第16番
  - Op.66-2：変奏曲第17番 変ロ長調
  - Op.66-3：変奏曲第18番 変イ長調
- Op.67：2つのロンド
  - Op.67-1：ロシアの主題とロンド イ短調
  - Op.67-2：序奏とイングランドの有名な旋律のアレンジによるロンド ヘ長調
- Op.68：弦楽五重奏曲 ニ短調
- Op.69：ピアノとヴァイオリンのためのソナタ 変ホ長調（ソナタ第36番）
- Op.70：3つの四重奏曲
  - Op.70-1：ヘ長調
  - Op.70-2：ト長調
  - Op.70-3：嬰ヘ短調
- Op.71：ピアノとヴァイオリンのためのソナタ 嬰ハ短調（ソナタ第37番）
- Op.72：ピアノとチェロのための3つのアリア
- Op.73：2つの変奏曲
  - Op.73-1：変奏曲第19番 イ短調
  - Op.73-2：変奏曲第20番 ハ長調
- Op.74：ピアノ五重奏曲 ロ短調
- Op.75：ライン川の歌による変奏曲
- Op.76：2つのフルートソナタ
- Op.77：『フィガロの結婚』の主題による2つの幻想曲
  - Op.77-1：幻想曲第1番
  - Op.77-2：幻想曲第2番
- Op.78
  - Op.78-1：ロンドレット ヘ長調
  - Op.78-2：ロンド形式の行進曲 ハ長調
- Op.79：ポロネーズ 変ロ短調
- Op.80：交響曲第2番 ハ長調
- Op.81：2つのヴァイオリンソナタ
  - Op.81-1：ソナタ第40番 変ホ長調
  - Op.81-2：ソナタ第41番  二短調
- Op.82：3つの変奏曲
  - Op.82-1：変奏曲第22番 変ロ長調
  - Op.82-2：変奏曲第23番 ヘ長調
  - Op.82-3：変奏曲第24番 変ロ長調
- Op.83：ヴァイオリンソナタ ニ短調（ソナタ第42番）
- Op.84
  - Op.84-1：ピアノのためのロンド ヘ長調
  - Op.84-2：ピアノのためのポロネーズ ト長調
  - Op.84-3：ピアノのためのロンド ニ長調
  - Op.84-4：ピアノのためのロンド ト長調
- Op.85
  - Op.85-1：幻想曲第3番 ト短調
  - Op.85-2：ピアノのためのロンド ニ長調
  - Op.85-3：ピアノとフルートのためのロンド 変ロ長調
- Op.86：ピアノと、ヴァイオリンあるいはフルートのための3つのソナタ
  - Op.86-1：ソナタ第43番 ト短調
  - Op.86-2：ソナタ第44番 ニ長調
  - Op.86-3：ソナタ第45番 変ホ長調
- Op.87：フルートソナタ ト長調（ソナタ第46番）
- Op.88
  - Op.88-1：ピアノのためのロンド ハ長調
  - Op.88-2：変ホ長調のピアノのための作品
  - Op.88-3：ピアノのためのロンド
- Op.89：ピアノとフルートのためのノットゥルノ ハ長調
- Op.90：交響曲第3番 変ホ長調
- Op.91
  - Op.91-1：ピアノのための作品
  - Op.92-2：ピアノのためのロマンス
  - Op.92-3：ピアノのための作品
  - Op.91-4：ピアノのための作品
- Op.92：ピアノのための2つの幻想曲
  - Op.92-1：幻想曲第4番 ヘ短調
  - Op.92-2：幻想曲第5番 ト長調
- Op.93：ポロネーズ第2番 変ロ長調
- Op.94：序曲『ドン・カルロス』
- Op.95：2つのピアノとハープのための三重奏曲 変ロ長調
- Op.96
  - Op.96-1：変奏曲第25番 ニ長調
  - Op.96-2：変奏曲第26番 ハ長調
  - Op.96-3：変奏曲第27番 ニ長調
  - Op.96-4：変奏曲第28番 ハ短調
- Op.97：幻想曲第6番 変ヘ長調
- Op.98：2つのピアノのためのロンド
  - Op.98-1：ピアノのためのロンド
  - Op.98-2：ピアノのためのロンド ハ短調
- Op.99：アレグリ・ディブラヴーラ 変ロ長調
- Op.100：六重奏曲 ハ長調
- Op.101
  - Op.101-1：変奏曲第29番 ト長調
  - Op.102-2：変奏曲第30番 ハ長調
  - Op.101-3：変奏曲第31番 ニ長調
- Op.102
  - Op.102-1：ピアノのためのロンド ヘ長調
  - Op.102-2：ピアノのためのロンド ニ長調
  - Op.102-3：ピアノのためのロンド 変ロ長調
- Op.103：アレグロ ハ短調
- Op.104：3つのロンド
  - Op.104-1：ピアノのための作品 ニ長調
  - Op.104-2：ピアノのためのロンド 変ホ長調
  - Op.104-3：華麗なるロンド ヘ長調
- Op.105
  - Op.105-1：変奏曲第32番 ヘ長調
  - Op.105-2：変奏曲第33番 ハ長調
  - Op.105-3：変奏曲第35番 変ホ長調
- Op.106：3つのロンド
  - Op.106-1：変ロ長調
  - Op.106-2：ヘ長調
  - Op.106-3：ハ長調
- Op.107：フルート五重奏曲 ロ短調
- Op.108：ピアノ二重奏のための作品
  - Op.108-1：変ホ長調
  - Op.108-2：ヘ長調
- Op.109：シラーの詩『あきらめ』による幻想曲 変イ長調
- Op.110：交響曲第4番 (リース) ヘ長調
- Op.111：変奏曲第38番 イ短調
- Op.112：交響曲第5番 ニ短調
- Op.113
  - Op.113-1：チェロとピアノのための序奏とロンド 変ホ長調
  - Op.113-2：ホルンあるいはチェロと、ピアノのための序奏とロンド 変ホ長調
- Op.114：ピアノソナタ イ短調（ソナタ第47番）
- Op.115：ピアノ協奏曲第4番 ハ長調
- Op.116：『ルール・ブリタニア』による大変奏曲 変ホ長調
- Op.117：ディヴェルティメント 変イ長調
- Op.118
  - Op.118-1：変奏曲第40番 ニ短調
  - Op.118-2：変奏曲第41番 ハ長調
  - Op.118-3：変奏曲第42番 ヘ長調
- Op.119：ピアノとフルートのための序奏とポロネーズ ヘ長調
- Op.120：ピアノ協奏曲第5番「田園風」ニ長調
- Op.121：幻想曲第8番 ハ長調
- Op.122：ロンド 変イ長調
- Op.123：ピアノ協奏曲第6番 ハ長調
- Op.124：15のやさしい小品
- Op.125：チェロソナタ ト短調（ソナタ第48番）
- Op.126：3つの弦楽四重奏曲
  - Op.126-1：変ロ長調
  - Op.126-2：ハ短調
  - Op.126-3：イ長調
- Op.127
  - Op.127-1：ピアノのためのロンド変ホ長調
  - Op.127-2：ピアノのための作品
  - Op.127-3：ピアノのためのロンド ト短調
- Op.128：八重奏曲 変イ長調
- Op.129：ピアノ四重奏曲第3番 ホ短調
- Op.130：ディヴェルティメント ハ長調
- Op.131：幻想曲第9番 ハ短調
- Op.132：ピアノ協奏曲第7番「イングランドからのお別れコンサート」イ短調
- Op.133：2つの幻想曲
  - Op.133-1：幻想曲第10番
  - Op.133-2：幻想曲第11番
- Op.134：2つの幻想曲
  - Op.134-1：幻想曲第12番 変ホ長調
  - Op.134-2：幻想曲第13番 ト短調
- Op.135：序奏と大ロンド 変ホ長調
- Op.136
  - Op.136-1：変奏曲第43番 イ短調
  - Op.136-2：変奏曲第44番 ヘ長調
- Op.137：ディヴェルティメント ニ短調
- Op.138：ポローネーズ第3番 変ホ長調
- Op.139：序奏とロンド 変ホ長調
- Op.140：ポロネーズ第4番 ニ長調
- Op.141：ピアノソナタ 変イ長調（ソナタ第49番）
- Op.142：六重奏曲 ト短調
- Op.143：ピアノ三重奏曲 ハ短調
- Op.144：序奏と華麗なロンド
- Op.145：フルート四重奏曲 ハ長調
- Op.146：交響曲第6番 ニ長調
- Op.147
  - Op.147-1：変奏曲第45番 ト長調
  - Op.147-2：変奏曲第46番 ト長調
- Op.148：行進曲とアリアと変奏曲
  - Op.148-1：4手ピアノのための変奏曲 イ長調（変奏曲第47番）
  - Op.148-2：変奏曲第48番 ハ長調
- Op.149
  - Op.149-1：変奏曲第49番 ニ長調
  - Op.149-2：変奏曲第50番 ト長調
- Op.150：3つの弦楽四重奏曲
  - Op.150-1：イ短調
  - Op.150-2：ホ短調
  - Op.150-3：ト短調
- Op.151：ピアノ協奏曲第8番「ラインへのあいさつ」変イ長調
- Op.152
  - Op.152-1：ピアノとフルートのための変奏曲 イ長調
  - Op.152-2：ピアノとフルートのための変奏曲 変ロ長調
- Op.153
  - Op.153-1：ハ長調のピアノのための作品
  - Op.153-2：ト短調のピアノのための作品
  - Op.153-3：ピアノのための序奏とロンド ニ長調
- Op.154：6つのドイツ歌曲
- Op.155
  - Op.155-1：序奏と変奏曲 ヘ長調
  - Op.155-2：序奏と変奏曲 変ロ長調
  - Op.155-3：変奏曲 ロ短調
- Op.156：歌劇『盗賊の花嫁』
- Op.157：オラトリオ『信仰の勝利』
- Op.158
  - Op.158-1：ピアノのためのロンド 変ホ長調
  - Op.158-2：ピアノのためのロンド ニ長調
  - Op.158-3：ピアノのためのポロネーズ 変ロ長調
- Op.159
  - Op.159-1：変奏曲 ニ長調
  - Op.159-2：変ロ長調のピアノのための楽曲
  - Op.159-3：ピアノののための変奏曲
- Op.160：4手ピアノのためのソナタ イ短調（ソナタ第50番）
- Op.161：序奏とロンド ホ短調
- Op.162：序曲『メッシーナの花嫁』
- Op.163：幻想曲第14番 イ長調
- Op.164：歌劇『ギレンシュテーンの魔女』
- Op.165
  - Op.165-1：ニ長調
  - Op.165-2：序奏と変奏曲 ハ長調
  - Op.165-3 (* WoO 58)：変ホ長調
- Op.166：2つの弦楽四重奏曲
  - Op.166-1：変ホ長調
  - Op.166-2：ト短調
- Op.167：大四重奏曲 イ短調
- Op.168：バレエ音楽『盗賊の花嫁』
- Op.169：感傷的なソナタ 変ホ長調（ソナタ第51番）
- Op.170：序奏と華麗なる変奏曲
- Op.171：弦楽四重奏曲 ト長調
- Op.172：大祝典行進曲と勝利の行進曲
- Op.173：6つの歌曲
- Op.174：序奏とポロネーズ
- Op.175：ポロネーズ第5番 ニ長調
- Op.176：ピアノソナタ 変イ長調
- Op.177：ピアノ協奏曲第9番 ト短調
- Op.178：ケルン謝肉祭の踊り ハ短調
- Op.179：4つのバイロンの詩による歌曲
- Op.180：3つの歌曲
- Op.181：交響曲第7番 イ短調
- Op.181b：序奏とロンド
- Op.182-1：ロンド ト長調
- Op.183：イタリアからのお土産
- Op.184：序奏とロンド 変ホ長調
- Op.185
  - Op.185-1：序奏と変奏曲 変ホ長調
- Op.186：オラトリオ『イスラエルの王』

### WoO番号
- WoO.1：3つの四重奏曲
- WoO.2：チェロソナタ ハ短調
- WoO.3：変奏曲 イ短調
- WoO.4：8つのワルツ
- WoO.5：ピアノとヴァイオリンのためのソナタ 変イ長調
- WoO.6：四重奏曲 ヘ長調
- WoO.7：ピアノとヴァイオリンのためのソナタ 変ホ長調
- WoO.8：歌曲
- WoO.9：カンタータ
- WoO.10：四重奏曲 変ホ長調
- WoO.11：ピアノソナタ イ短調
- WoO.12：ロマンス
- WoO.13：歌曲
- WoO.14：歌曲
- WoO.15：歌曲
- WoO.16：歌曲
- WoO.17：11のウィーン部局
- WoO.18：6つのエコセーズ
- WoO.19：2台のホルンのための協奏曲 変ホ長調
- WoO.20：歌曲
- WoO.21：ワルツ
- WoO.22：歌曲
- WoO.23：レクイエム ハ短調
- WoO.24：鳥の序曲
- WoO.25：カノン
- WoO.26：カノン
- WoO.27：歌曲
- WoO.28：変奏曲
- WoO.29:歌曲
- WoO.30：交響曲第8番 変ホ長調
- WoO.31：ロマンス
- WoO.32：ワルツ
- WoO.33：ワルツ
- WoO.34：四重奏曲 ホ長調
- WoO.35：3つの四重奏曲
- WoO.36：四重奏曲
- WoO.37：四重奏曲
- WoO.38：レチタティーヴォとアリア
- WoO.39：アリア
- WoO.40：レチタティーヴォ
- WoO.41：前奏曲
- WoO.42：ノットゥルノ
- WoO.43：歌曲
- WoO.44：歌
- WoO.45：カノン
- WoO.46：カノン
- WoO.47：小品 変イ長調
- WoO.48：四重奏曲 ヘ短調
- WoO.49：変奏曲 ト短調
- WoO.50：ノットゥルノ
- WoO.51：ロマンス
- WoO.52：歌曲
- WoO.53：メロドラマ
- WoO.54：序奏とロンド
- WoO.55：ロマンス
- WoO.56：歌曲
- WoO.57：バラード
- WoO.58：変奏曲 変ホ長調
- WoO.59：2つのカノン
- WoO.60：ノットゥルノ 変ホ長調
- WoO.61：序曲『幻影』
- WoO.62：弦楽四重奏曲 ヘ短調
- WoO.63：六重奏曲 イ短調
- WoO.64：変奏曲 変イ長調
- WoO.65：ノットゥルノ
- WoO.66：ノットゥルノ
- WoO.67：小品 ロ短調
- WoO.68：メヌエットト長調
- WoO.69：タントム・エルゴ
- WoO.70：2つの弦楽三重奏曲
- WoO.71：弦楽四重奏曲 ニ短調
- WoO.72：四重奏曲 ホ短調
- WoO.73：四重奏曲
- WoO.74：四重奏曲変ホ長調
- WoO.75：四重奏曲 イ長調
- WoO.76：六重奏曲
- WoO.77：変奏曲と行進曲 変ホ長調
- WoO.78：6つの調べ
- WoO.79：6つの歌曲
- WoO.80：レチタティーヴォとアリア
- WoO.81：歌曲
- WoO.82：合唱曲
- WoO.83：カノン
- WoO.84：6つのドイツ歌曲
- WoO.85：歌曲
- WoO.86：ピアノ三重奏曲第5番 ヘ短調
- WoO.87：幻想曲
- WoO.88：コンチェルティーノ
- WoO.89：音楽フレーズ
- WoO.90：小品 ヘ短調
- WoO.91：変奏曲